# Tadatsugu Taniguchi

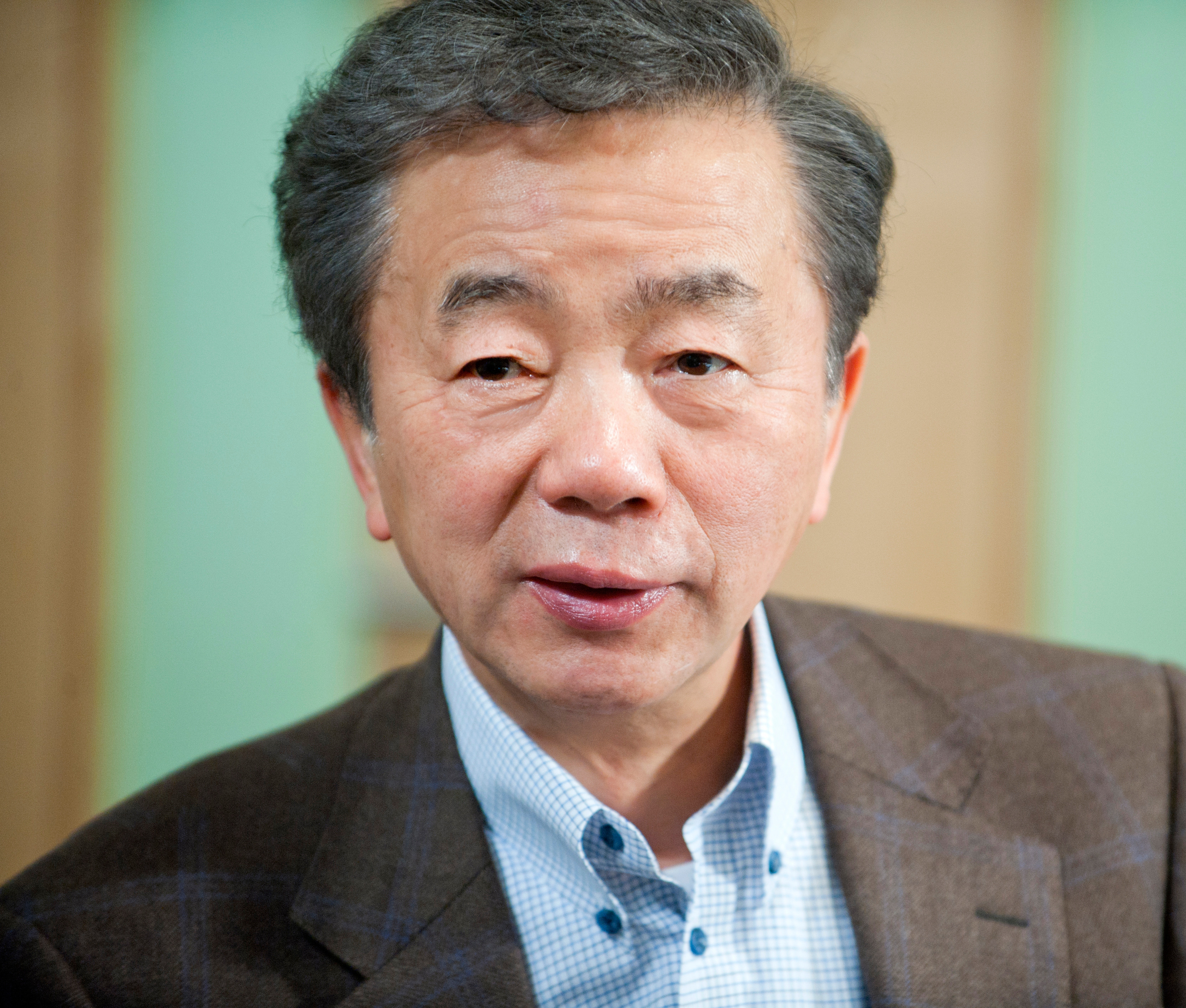
Tadatsugu Taniguchi

Tadatsugu Taniguchi (jap. 谷口 維紹, Taniguchi Tadatsugu; * 1. Januar 1948 in der Präfektur Wakayama) ist ein japanischer Immunologe, der für Forschungen über Interferone bekannt ist.
Taniguchi studierte Biologie an der Universität Tokio (Bachelor 1971), arbeitete 1972 bis 1974 am Labor für Biochemie der Universität Neapel und ging danach an die Universität Zürich, wo er bei Charles Weissmann in Molekularbiologie promoviert wurde (mit einer Arbeit über die Q{\displaystyle \beta }-Phage unter anderem mit der Klonierung von dessen RNA-Genom in einem Plasmid und punktspezifischer Mutagenese). Ab 1978 war er am Krebsforschungszentrum in Tokio, wo ihm mit der Sequenzierung der Aminosäuresequenz (über die cDNA) von Interferon Beta (damals Fibroblasten-Interferon genannt) ein Durchbruch gelang (während gleichzeitig in Weissmanns Labor das Interferon-Alpha-Gen sequenziert wurde und andere Gruppen, wie die von Walter Fiers ebenfalls Interferon Beta klonten). Zwei Jahre lang war er Visiting Associate Professor am New York University Medical Center und ab 1984 war er Professor für Molekular- und Zellbiologie an der Universität Ōsaka. Seit 1995 ist er Professor an der Medizinischen Fakultät der Universität Tokio. Außerdem ist er Adjunct Professor an der New York University Medical School.
Taniguchi erforschte vor allem die Wirkungsweise von Interferonen und er entdeckte die Transkriptionsfaktoren (IRF-Transkriptionsfaktoren, Interferon Regulatory Factor), die die Interferon-Antwort der Zelle auf Virusinfektionen regulieren. Bekannt sind neun solche Faktoren, deren erster 1988 entdeckt wurde. Er charakterisierte auch Interleukin-2 und dessen Wirkmechanismus.
1991 erhielt er den Robert-Koch-Preis, 1986 den Hammer Prize, 1988 den Behring-Kitasato Preis, 1988 den Milstein Award, 1989 den Asahi-Preis und den Osaka-Wissenschaftspreis, 1994 den Uehara-Preis, 1996 den Fujihara-Preis, 1997 den Keio Medical Science Prize und 2006 den Pezcoller-Preis. Er wurde 2007 Ehrendoktor der Universität Zürich. Er ist Mitglied der National Academy of Sciences (seit 2003) und des japanischen Wissenschaftsrats, seit 2018 assoziiertes Mitglied der European Molecular Biology Organization.